# Freshly-Picked Tingle’s Rosy Rupeeland
Freshly-Picked Tingle’s Rosy Rupeeland (jap. もぎたてチンクルのばら色ルッピーランド, Mogitate Chinkuru no Barairo Ruppīrando, dt. „Das rosarote Rubinland vom frisch gepflückten Tingle“) ist ein von Vanpool entwickeltes und von Nintendo veröffentlichtes Adventure für die Handheld-Konsole Nintendo DS. In Europa ist es am 14. September 2007 erschienen. Die Hauptfigur des Spieles ist Tingle, welche bereits in diversen anderen Spielen der Spielereihe The Legend of Zelda vorkommt.

## Handlung
Tingle, ein 35-jähriger Mann, wird von einer Stimme geweckt, die ihm sagt, dass er zur Quelle im Westen seines Hauses kommen soll. Dort angekommen lernt Tingle Rubin-Opa kennen, der ihm anbietet, ein fantastisches Leben im Rubinland führen zu können, wenn er sich umwandeln lässt. Tingle akzeptiert das Angebot, woraufhin Rubine zu seinen Leben werden. Nun muss Tingle so viele Rubine wie nur möglich anschaffen, um diese in die Quelle zu werfen. Dadurch wächst die Quelle zu einem riesigen Turm, welcher bis ins Rubinland führen soll. Auf seiner Reise betritt Tingle insgesamt elf Inseln, verteilt auf drei Kontinente, auf denen er es mit vielen Gegnern aufnehmen und unterschiedliche Rätsel lösen sowie auf manchen Inseln einen Dungeon durchqueren muss. Als er endlich genug Rubine gesammelt hat, um den Turm bis ins Rubinland wachsen zu lassen, bemerkt Tingle, dass Rubin-Opa ihn nur getäuscht hat, um an seine Rubine zu kommen. Daraufhin kommt es zum Kampf zwischen den beiden, welchen Tingle für sich entscheiden kann. Neben dem Hauptcharakter sind auch Teile der Musik und Namen, wie beispielsweise Deku-Baum, an Spiele der Zelda-Reihe angelehnt.

## Gameplay
Nach der Begegnung mit Rubin-Opa hat der Spieler die Aufgabe, so hoch wie möglich seine Rubine zu vermehren. Dies geschieht zum größten Teil durch Feilschen, d. h. der Spieler bekommt Waren und Informationen nur gegen Rubine. Gibt er zu wenig Rubine, bekommt er die Gegenleistung nicht und verliert meist trotzdem seine Rubine. Gibt er allerdings viel mehr Rubine als nötig, macht er möglicherweise Verluste. Im Gegenzug kann der Spieler für seine hergestellten Waren und Dienstleistungen auch Rubine verlangen. Hier hat er oft nur eine Möglichkeit, verlangt er zu wenig, macht er kaum Gewinn, verlangt er zu viel, bekommt er meist gar nichts. Der Spieler hat jederzeit die Möglichkeit, nach Hause zu laufen, um dort seinen Spielstand speichern zu können.
Tingle bekommt Waren, indem er z. B. mit Gegnern kämpft, sie von Pflanzen entfernt oder sie in Schatztruhen findet. Für jede Ware findet sich in der Stadt ein Abnehmer. Tingle kann viele Produkte, bevor er sie verkauft, auch nach bestimmten Rezepten, die er finden muss, kombinieren, und damit für einen höheren Wert verkaufen.
Dungeons sind zentrale Spielelemente und kommen in jedem Kontinent vor. Um im Spiel weiterzukommen, ist das Durchqueren der Dungeons notwendig. Am Ende jedes Dungeons muss Tingle es mit einem Endgegner aufnehmen. Wird dieser von Tingle erfolgreich eliminiert, erhält er neben einer großen Summe an Rubinen auch jeweils einen Superrubin. Um den Turm zur letzten Stufe wachsen zu lassen, muss man alle fünf Superrubine zu einem Meisterrubin vereinen.

## Entwicklung
Tingle’s Rosy Rupeeland wurde im Oktober 2005 unter dem Namen Tingle RPG angekündigt. Knapp ein Jahr später, am 2. September 2006, wurde es in Japan veröffentlicht. Wieder ein Jahr später, am 14. September 2007, auch in Europa.

## Rezeption
Spieletipps: 70 % – „Bunt, lustig und etwas schräg: Zelda-Charakter Tingle bekommt sein eigenes bizarres Adventurespiel. Netter Serien-Ableger, mehr aber auch nicht.“
In Japan lag das Spiel 2006 mit über 200.000 verkauften Einheiten auf Platz 57 der meistverkauften Konsolenspiele des Jahres.